# Даун (объединённая община)
Объединение общин Даун (нем. Verbandsgemeinde Daun) — административно-территориальная единица в районе Вульканайфель административного округа Трир федеральной земли Рейнланд-Пфальц Германии. Включает в себя 38 общин, в том числе город Даун, являющийся центром данной административно-территориальной единицы.

## История
Административно-территориальная единица была создана в 1970 году в рамках реформы в земле Рейнланд-Пфальц.

## Общины, входящие в состав
В состав административно-территориальной единицы входят следующие общины:
1. Беттельдорф
2. Блекхаузен
3. Брокшайд
4. Даршайд
5. Даун
6. Демерат
7. Дойдесфельд
8. Доквайлер
9. Драйс-Брюк
10. Эльшайд
11. Гефелль
12. Гилленфельд
13. Хинтервайлер
14. Хёршайд
15. Иммерат
16. Кирхвайлер
17. Краденбах
18. Мерен
19. Майсбург
20. Мюккельн
21. Нердлен
22. Нидерштадтфельд
23. Оберштадтфельд
24. Зармерсбах
25. Закслер
26. Шалькенмерен
27. Шёнбах
28. Шуц
29. Штайнеберг
30. Штайнинген
31. Штрон
32. Штроцбюш
33. Удлер
34. Идерсдорф
35. Утцерат
36. Валленборн
37. Вайденбах
38. Винкель

## Органы власти
Представительным органом власти является совет (36 депутата), избираемый на выборах один раз в пять лет.
Исполнительную власть осуществляет бургомистр, избираемый на выборах один раз в пять лет.

## Население
По состоянию на 31 декабря 2021 года население объединения общин Даун составило 22919 человек.